# La Seine Musicale
La Seine Musicale is een multifunctioneel kunstencentrum, gelegen in Boulogne-Billancourt, Frankrijk.

## Geschiedenis
Reeds in 2009 werden de eerste plannen ontwikkeld voor een concertzaal op het Île Seguin. Uiteindelijk viel de keuze op de plannen van architecten Shigeru Ban en Jean de Gastines. Het complex is gebouwd rond een eivormig theater dat voornamelijk dienst doet als concertzaal voor klassieke muziek. Voorts is er ook een grote concertruimte voor popconcerten, conferentiezalen en een restaurant. De grootste zaal biedt plaats aan 6000 bezoekers.
La Seine Musicale werd op 22 april 2017 ingehuldigd. Het eerste grote concert was van Bob Dylan. Het complex is gastlocatie van het Junior Eurovisiesongfestival 2021.